# Botryllophilus neapolitanus
Botryllophilus neapolitanus is een eenoogkreeftjessoort uit de familie van de Botryllophilidae. De wetenschappelijke naam van de soort is voor het eerst geldig gepubliceerd in 2006 door Ooishi.